# سرخس باتلاقی کوردیلرا
سرخس باتلاقی کوردیلرا (نام علمی: Thelypteris inabonensis) نام یک گونه از سرده سرخس باتلاقی است.